# Bernardo Bastres Florence
Bernardo Bastres Florence S.D.B., né le 21 février 1955 à Santiago du Chili, est un évêque catholique chilien membre des Salésiens de Don Bosco et évêque de Punta Arenas de 2006 à 2021.

## Biographie
Bernardo Bastres poursuit ses études au collège salésien de Alameda à Santiago. Il entre chez les Salésiens de Don Bosco où il prononce ses premiers vœux le 14 avril 1972, poursuivant ses études au séminaire salésien de La Florida. Après sa licence de philosophie, il effectue ses stages pratiques au collège salésien Santa Ana de Talca et au collège salésien de Concepción. Ensuite, il poursuit ses études de théologie à l'université pontificale catholique du Chili. Il est ordonné prêtre le 31 juillet 1982 par le cardinal Silva Henríquez S.D.B., archevêque de Santiago du Chili.
Il accomplit pendant plusieurs années un travail pastoral et éducatif au sein des établissements de sa congrégation, il développe dans les années 1980 la pastorale de la jeunesse au lycée salésien de La Cisterna à Santiago, puis à celui de Punta Arenas dont il devient le vice-recteur. Il est nommé vicaire épiscopal responsable de la pastorale de la jeunesse. Il complète sa formation à Rome, à l'université salésienne où il obtient une licence en droit canonique. À son retour au Chili, il est professeur de droit canonique à la faculté de théologie de l'université pontificale catholique du Chili et à l'institut pastoral Alfonsiano de Santiago. Dans les années 1990, il s'occupe du prénoviciat salésien de Santiago, puis des séminaristes salésiens étudiants en philosophie. Auparavant en 1993, il entre au conseil provincial de sa congrégation. En 1999, il est nommé directeur des étudiants en théologie de La Florida. En 1996, il est pendant une année vicaire épiscopal responsable de la vie consacrée pour l'archidiocèse de Santiago. 
Le 16 juin 2000, il est choisi comme provincial des Salésiens du Chili.  
Le pape Benoît XVI le nomme évêque de Punta Arenas le 4 mars 2006. Il est consacré le 22 avril suivant par le cardinal Errázuriz Ossa  S.D.B., assisté de NN.SS. Alejandro Goić et Tomás Osvaldo González Morales,.
Le 22 décembre 2021, le pape François accepte sa démission.